# Nintendocore
Nintendocore är en musikgenre som är inspirerad av musiken från 8-bitars tv-spel, oftast från Nintendo Entertainment System (NES). Genren karaktiseras av att man har blandat screamo, metalcore, metal, rock, punk eller liknande musik med ljud från 8- eller 16 bitars-konsoler. 
Det var Stockholmsbandet Game Over, som bestod av duon Wire och Kimpa, som lade grunden till genren. De spelade in två stycken album mellan åren 1998 och 2006.
Trots namnet på genren så är det inte uteslutet att använda ljud från andra konsoler än Nintendo, eller att använda en vanlig dator. Man ska inte förväxla genren med nintendogrind, som är hårdare och mer kaotiskt, med synth-influenserad post-hardcore såsom Enter Shikari, eller med band som spelar gitarrbaserade covers av tv-spelslåtar, såsom The Minibosses. 
Ett av de mer kända banden i genren är HORSE the band som gör nintendocore mycket influerad av NES. Dock så är deras texter oftast inte influerade av tv-spel, trots att många tror det. HORSE the band uppträdde på Rockstar Taste of Chaos i Stockholm tillsammans med band som Atreyu, As I Lay Dying, MUCC och Story Of The Year. Det finns även ett svenskt band med namnet Nintendocore som gör om klassiska Nintendolåtar till metal-versioner.

## Urval av band
- Dungeon Elite [**]
- Fear, and loathing in Las Vegas
- HORSE the band
- Dammit! I Lost My Cookies!
- Sky Eats Airplane
- As the world fades
- 14 year old girls
- T-Black Viruz
- Game Over
- GO! with fourteen o
- Amy can flyy
- 100DeadRabbits
- Totally Radd